# Африканское социалистическое движение
Африканское социалистическое движение (фр. Mouvement socialiste africain, MSA) — пан-африканская политическая партия, созданная во Французской Западной Африке в январе 1957 года, на встрече представителей Французской секции Рабочего интернационала (СФИО; фр. Section Française de l’Internationale Ouvrière — SFIO), предшественницы французской Социалистической партии. Отсоединилась от СФИО незадолго до получения независимости французскими колониями в Африке.
В число представителей входили делегаты от Французского Камеруна, Чада, Конго, Французского Судана (ныне Мали), Габона, Экваториальной Гвинеи, Нигера, Убанги-Шари (ныне Центральноафриканская Республика) и Сенегала. Встреча состоялась в Конакри с 11 по 13 января 1957 года. Первое заседание руководящего комитета MSA проходило с 9 по 10 февраля того же года в Дакаре. На заседании присутствовали два делегата отФранцузской секции Рабочего интернационала. MSA выбрала федералистское решение для Французской Западной Африке. 26 марта 1958 года MSA подписала в Париже декларацию о слиянии с Африканской партией перегруппировки (Parti du Regroupement Africain, PRA).
В ЦК партии вошли сенегальский политик Амаду Ламин-Гай (председатель), гвинейский политик Ибрагим Барри (генеральный секретарь) и нигерец Джибо Бакари (заместитель генерального секретаря). 